# La Bâtie-Neuve
La Bâtie-Neuve település Franciaországban, Hautes-Alpes megyében. Lakosainak száma 2611 fő (2022. január 1.). La Bâtie-Neuve Ancelle, Avançon, La Bâtie-Vieille, Chorges, Montgardin és La Rochette községekkel határos.

## Népesség
A település népességének változása:
| Lakosok száma | 510  | 837  | 1327 | 1976 | 2449 | 2487 | 2534 | 2562 | 2579 | 2611 |
|               | 1968 | 1982 | 1990 | 2006 | 2013 | 2015 | 2017 | 2019 | 2020 | 2022 |